# Бондари
Бондари (на украински: Бондарі) е село в Южна Украйна, Подилски район на Одеска област. Основано е през 1825 година. Населението му е около 125 души.